# Giovanni Arnolfini

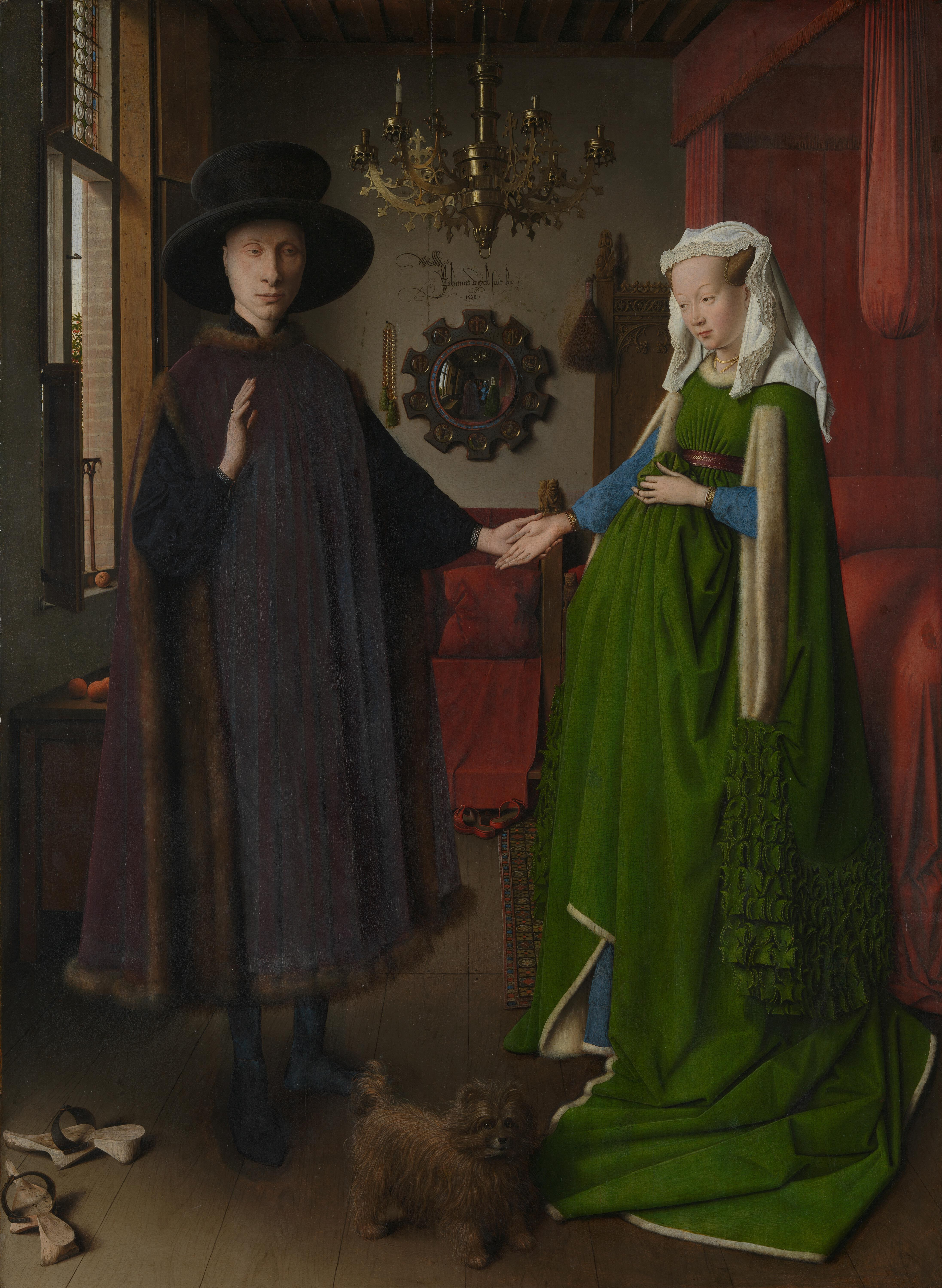
Retrato de Giovanni Arnolfini y su esposa (1434), de Jan van Eyck.

Giovanni di Arrigo Arnolfini (1400-1472) fue un mercader de Lucca, ciudad toscana, Italia, conocido por el Retrato de Giovanni Arnolfini y su esposa, del pintor flamenco Jan van Eyck.

## Biografía
Giovanni de Arrigo Arnolfini fue un rico comerciante italiano (oriundo de Lucca), afincado en Brujas hacia 1421, donde está documentado hasta 1472. Desempeñó cargos de importancia en la corte de Felipe el Bueno, duque de Borgoña, a cuyo archiducado pertenecían entonces los Países Bajos. En el famoso retrato de Jan van Eyck, Arnolfini aparece junto a Jeanne o Giovanna Cenami, hija de una acaudalada familia italiana que vivía en París, ataviada con un elegante vestido verde (el color de la fertilidad), propio de un retrato de aparato y un cuadro de boda. A pesar de lo que pudiera suponerse, no está embarazada, su postura resalta el vientre, que entonces se tenía por una de las partes más bellas del cuerpo. También cabe pensar que su pose y la exagerada curvatura del vientre sugieran su fertilidad y la deseada preñez, pero lo cierto es que su matrimonio no dio hijos; años después, Arnolfini fue llevado a los tribunales por una amante despechada que buscaba compensación.
Diferentes fuentes proponen a otra pareja matrimonial, compuesta por Michele Arnolfini y Elisabeth (joven flamenca de modesta familia).

## Polémicas sobre la obra
En 1990, un investigador francés de la Sorbona, Jacques Paviot, descubrió en el archivo de los duques de Borgoña un documento de matrimonio de Giovanni Arnolfini datado en 1447, según el cual, dicho matrimonio se produjo trece años después de que fuese pintado el cuadro y seis años después de que muriese Jan van Eyck. También se ha documentado que en Brujas en el siglo XV hubo cuatro Arnolfinis y dos de ellos se llamaban Giovanni (uno, Giovanni di Nicolao y el otro, Giovanni de Arrigo), pero en el documento hallado por Paviot se habla inequívocamente del más rico, el que tenía tratos con el archiduque, el del cuadro de Van Eyck.